# Tornimparte
Tornimparte est une commune de la province de L'Aquila dans la région Abruzzes en Italie.

## Administration
| Période                                  | Période  | Identité         | Étiquette | Qualité |
| ---------------------------------------- | -------- | ---------------- | --------- | ------- |
| 30 mai 2006                              | En cours | Antonio Tarquini |           |         |
| Les données manquantes sont à compléter. |          |                  |           |         |

### Hameaux
Barano, Casa Tirante, Castiglione, Colle Castagno, Colle San Vito, Colle Santa Maria, Collefarelli, Forcelle, Palombaia, Piagge, Pianelle, Pie' la Costa, Pie' la Villa, Rocca Santo Stefano, San Nicola, Villagrande

### Communes limitrophes
Borgorose (RI), Fiamignano (RI), L'Aquila, Lucoli, pescorocchiano (RI), Scoppito